# Los Gofiones
Los Gofiones ist eine kanarische Volksmusikgruppe bestehend aus Sängern und Instrumentalisten der Insel Gran Canaria, gegründet durch eine Initiative von Luis Millares Sall. 2018 beging die Gruppe ihr 50-jähriges Bühnenjubiläum und kann damit auf eine umfangreiche  Diskografie und eine Vielzahl von Auftritten und Anerkennungen zurückblicken. Zurzeit zählen sie auf frische Kräfte und ein renoviertes Ambiente. Außerdem steckt die Formation all ihre Kraft in das musikalische Panorama mit der Schaffung neuer Projekte und Spektakel, wie z. B. "40 Años Navegando" (Deutsch: 40 Jahre unter Segeln).

## Geschichte
Los Gofiones wurde am 3. September 1968 gegründet, als eine Gruppe Jugendlicher, die die kanarische Folklore retten wollten, Forschungen auf diesem Gebiet vornahmen.
1969 verwirklichte Los Gofiones seinen ersten Auftrag im Teatro Pérez Galdós in der Stadt Las Palmas de Gran Canaria sowie eine Tonaufzeichnung ihrer ersten Schallplatte.
Die Musikgruppe, die aus rund 30 Musikern besteht, hat im Lauf der Jahre den kanarischen Archipel, die Iberische Halbinsel, aber auch Kuba und Lateinamerika bereist. Ihre Musik wird auch in anderen europäischen Ländern gehört und dorthin getragen, wie z. B. Portugal oder Deutschland und lateinamerikanische Länder wie Venezuela, Kuba oder Argentinien, unter anderen.
Diese kanarische Gruppe war bei einer Vielzahl von Volksaufzügen, Festivals, Kirchweihen/Pilgerfahrten sowie im Fernsehen und der Presse  anwesend. Es fehlt noch aufzuzählen Atlántica oder der WOMAD, die Feier des Día de Canarias (Tag der Kanaren) bei verschiedenen Gelegenheiten oder der Pregón (öffentliches Ausrufen) der Carnavales de Las Palmas de Gran Canaria im Jahr 2000. Sie nahm auch am Festival del Caribe (Festival der Karibik) in Kuba als Vertreter Spaniens. Verschiedene Straßen auf den Kanaren sind in Anerkennung der Gruppe nach dieser benannt.
Die Gruppe wurde mit verschiedenen Preisen ausgezeichnet wie beispielsweise mit der Medalla de Oro de Canarias (Goldmedaille der Kanaren) im Jahre 2002.
Einige der Sänger, mit denen Los Gofiones zusammengearbeitet haben, sind Celia Cruz, Mary Sánchez, José Manuel Soto, Joan Manuel Serrat, Celina Rodríguez oder Silvio Rodríguez, letzterer war an der CD Cuba beteiligt.

## Diskographie
- 1970 - Los Gofiones
- 1976 - Gofiones a su tierra (Gofiones auf ihrem Boden)
- 1976 - En las raíces del pueblo (An den Wurzeln des Volkes)
- 1982 - 500 años de historia (500 Jahre Geschichte)
- 1984 - Volumen V (Band V)
- 1986 - Seis (Sechs)
- 1987 - Volumen VII (Band VII)
- 1991 - Te lo voy a decir cantando (Ich sage es Dir singend)
- 1993 - 15 momentos inolvidables (15 unvergessliche Momente)
- 1994 - Los Gofiones y Mary Sánchez cantan a Néstor Álamo (Los Gofiones und Mary Sánchez singen für Néstor Álamo)
- 1996 - Cuba (Kuba)
- 1998 - 30 Años (30 Jahre)
- 1999 - Canarias canta volumen III (Die Kanaren singen Band III)
- 2000 - Colección 5 CD´S (Kollektion 5 CDs)
- 2002 - Grandes éxitos (Große Erfolge)
- 2002 - Cronistas de la música popular (Chronisten der Volksmusik)
- 2004 - La trastienda (Das Hinterzimmer)
- 2005 - Álbum canario (Kanarisches Album)
- 2014 - Manta y estameña (mit Los Sabandeños)